# Nitruro de galio
El nitruro de Galio (Galio Nitruro, GaN) es una aleación binaria de semiconductores del III/V con una banda prohibida directa que se ha venido usando en diodos emisores de luz (LED) desde los años noventa. Este compuesto químico es un material muy duro que tiene una estructura cristalina Wurtzita. Su amplia banda prohibida de 3.4 eV le proporciona propiedades especiales para aplicaciones en optoelectrónica, dispositivos de alta potencia y dispositivos de alta frecuencia.

## Usos en medicina
Se emplea también como un agente de quimioterapia que tiene además efectos secundarios menos agresivos que otros fármacos antineoplásicos debido a que reduce las pérdidas de calcio de los huesos durante su tratamiento.